# ZMailer
ZMailer — поштовий сервер для Linux, BSD або Unix-подібних операційних систем.
ZMailer має модульну структуру: SMTP-сервер, поштовий маршрутизатор, програма відстеження запуску агентів за розкладом, і поштові агенти доставки пошти працюють як окремі процеси. Це дозволяє розбити загальну задачу доставки пошти на окремі підзадачі, які полегшують розуміння суті проблеми. 
Розробка була розпочата в 1988 році, як реакція на наявні проблеми з Sendmail.  Першим автором був Rayan S. Zachariassen з університету Торонто.  Далі, з 1994 року, лідером проекту став Matti E. Aarnio. 
ZMailer підтримує всі сучасні механізми: DNSBL, SPF, сканування вмісту і можливість підключити сторонні фільтри: 
- Найпродуктивнішим є модульний фільтр Zmscanner.  Архітектура цього фільтра дозволяє використовувати його на високонавантажених поштових системах (понад 1,5 мільйона листів на добу)
- У вигляді патча існує утиліта для інтеграції статистичного спам фільтра DSPAM в ZMailer.

Примітним використанням ZMailer є vger.kernel.org, де хостяться різні поштові розсилки щодо ядра Linux.